# هاينريش شميت
هاينريش شميت (بالألمانية: Heinrich Schmidt)‏ (10 يناير 1912 ألمانيا - 16 أغسطس 1988) هو لاعب كرة قدم ألماني سابق كان يلعب كمدافع.

## روابط خارجية
- هاينريش شميت على موقع قاعدة بيانات كرة القدم.إي يو (الإنجليزية)
- هاينريش شميت على موقع ناشيونال فوتبول تيمز (الإنجليزية)
- هاينريش شميت على موقع عالم كرة القدم.نت (الإنجليزية)